# Sylligma spartica
Sylligma spartica Lewis & Dippenaar-Schoeman, 2011 è un ragno appartenente alla famiglia Thomisidae.

## Etimologia
Il nome proprio deriva dal suffisso greco σπάρτι, cioè sparti-, che indicava gli Spartani, popolo di guerrieri che si diceva già nati con le armi in mano, pronti a combattere; ed è questa l'impressione che richiama la lunga apofisi tegolare di cui sono provvisti i pedipalpi

## Caratteristiche
L'olotipo maschile rinvenuto ha lunghezza totale è di 2,88 mm; la lunghezza del cefalotorace è di 1,46mm e la larghezza è di 1,31mm
L'esemplare differisce da Sylligma hirsuta per avere l'apofisi tegolare dei pedipalpi a forma di scure molto pronunciata ed incurvata ed un lungo embolo

## Distribuzione
La specie è stata reperita nella Repubblica Democratica del Congo: nel Parc National Garamba, sito nella provincia orientale

## Tassonomia
Al 2015 non sono note sottospecie e dal 2011 non sono stati esaminati nuovi esemplari